# Leonardo Valencia
Leonardo Felipe Valencia Rossel (Santiago del Cile, 25 aprile 1991) è un calciatore cileno, centrocampista del Colo-Colo.

## Caratteristiche tecniche
È un centrocampista offensivo.

## Palmarès

### Club

#### Competizioni nazionali
- Campionato cileno: 4

Universidad de Chile: 2014 (A)

#### Competizioni statali
- Campionato Carioca: 1

Botafogo: 2018